# الجزائر (فلم)
الجزائر هو فيلم من نوع دراما ورومانسية أُصدر في 1938. الفيلم من إنتاج وتوزيع يونايتد آرتيست. وهو من إخراج جون كرومويل ووالتر وانجر ‏ وجيمس كاين، أما السيناريو فكان من كتابة جون هوارد لوسون وتشارلز بوير وسيغريد قيوري وهيدي لامار وجيمس كاين. الفيلم مقتبسٌ من Pépé le Moko ‏.

## القصة
تقع أحداث الفيلم في الجزائر.

## طاقم التمثيل
- شارل بواييه
- Gene Lockhart [الإنجليزية]‏
- جوزيف كالييا
- ليونيد كينسكى
- آلان هيل سينيور
- سيغريد قيوري
- بيرت روشي
- تشارلز براون
- جوان ودبيري
- Luana Walters [الإنجليزية]‏
- والتر كينغسفورد [الإنجليزية]‏
- بول هارفي
- روبرت غريغ
- كلوديا ديل
- ستانلي فيلدز
- Armand Kaliz [الإنجليزية]‏
- هيدي لامار
- جينو كورادو

## الاستقبال

### الميزانية والإيرادات
بلغت ميزانيّة الفيلم 691,833 دولار أمريكي، بينما بلغت إيراداته 951,801 دولار أمريكي.

## وصلات خارجية
- مقالات تستعمل روابط فنية بلا صلة مع ويكي بيانات